# Монро (округ, Індіана)
Шаблон:StateAbbr_ 39°10′ пн. ш. 86°31′ зх. д. / 39.16° пн. ш. 86.52° зх. д.
Округ  Монро (англ. Monroe County) — округ (графство) у штаті  Індіана, США. Ідентифікатор округу 18105.

## Історія
Округ утворений 1818 року.

## Демографія
За даними перепису 
2000 року 
загальне населення округу становило 120563 осіб, зокрема міського населення було 92456, а сільського — 28107.
Серед мешканців округу чоловіків було 59153, а жінок — 61410. В окрузі було 46898 господарств, 24737 родин, які мешкали в 50846 будинках.
Середній розмір родини становив 2,87.
Віковий розподіл населення поданий у таблиці:
| Стать    | До 15 років | 15-21 | 22-29 | 30-39 | 40-49 | 50-65 | 65-85 | Понад 85 |
| -------- | ----------- | ----- | ----- | ----- | ----- | ----- | ----- | -------- |
| Чоловіки | 9307        | 12545 | 10583 | 8077  | 7227  | 6919  | 4121  | 374      |
| Жінки    | 8687        | 14454 | 9191  | 7660  | 7440  | 7399  | 5649  | 930      |

## Суміжні округи
- Морган — північ
- Браун — північний схід
- Джексон — південний схід
- Лоуренс — південь
- Ґрін — південний захід
- Оуен — північний захід

## Виноски
1. ↑  US Decennial Census. US Census Bureau. Архів оригіналу за 19 липня 2018. Процитовано 10 липня 2014.
2. ↑  Historical Census Browser. University of Virginia Library. Архів оригіналу за 11 серпня 2012. Процитовано 10 липня 2014.
3. ↑  Population of Counties by Decennial Census: 1900 to 1990. US Census Bureau. Архів оригіналу за 4 жовтня 2014. Процитовано 10 липня 2014.
4. ↑  Census 2000 PHC-T-4. Ranking Tables for Counties: 1990 and 2000 (PDF). US Census Bureau. Архів оригіналу (PDF) за 18 грудня 2014. Процитовано 10 липня 2014.
5. ↑  Monroe County QuickFacts. US Census Bureau. Архів оригіналу за 23 липня 2011. Процитовано 25 вересня 2011.(англ.) Наведено за англійською вікіпедією.
6. ↑  QuickFacts. Monroe County, Indiana. US Census Bureau. Архів оригіналу за 11 жовтня 2018. Процитовано 11 жовтня 2018.
7. ↑  American FactFinder. Бюро перепису населення США. Архів оригіналу за 26 лютого 2012. Процитовано 31 січня 2008.

| США | Це незавершена стаття з географії США. Ви можете допомогти проєкту, виправивши або дописавши її. |